# Alex Fletcher
Alexander MacPherson Fletcher (n. 26 august 1929 – d. 16 septembrie 1989) a fost un om politic britanic, membru al Parlamentului European în perioada 1973-1979 din partea Marii Britanii.
1. 1 2 3 4 5  Hansard 1803–2005